# Psychotria setistipula
Psychotria setistipula är en tvåhjärtbladiga växtart som beskrevs av Henry Nicholas Ridley. Psychotria setistipula ingår i släktet Psychotria, och familjen Rubiaceae. Inga underarter finns listade i Catalogue of Life.